# Трисамарийкобальт
Трисама̀рийко́бальт — бинарное неорганическое соединение, интерметаллид
кобальта и самария
с формулой CoSm3,
кристаллы.

## Получение
- Сплавление стехиометрических количеств чистых веществ:

{\displaystyle {\mathsf {Co+3Sm\ {\xrightarrow {700^{o}C}}\ CoSm_{3}}}}

## Физические свойства
Трисамарийкобальт образует кристаллы
ромбической сингонии, пространственная группа P nma, параметры ячейки a = 0,7090 нм, b = 0,9625 нм, c = 0,6342 нм, Z = 4,
структура типа карбида трижелеза Fe3C.
.
Соединение конгруэнтно плавится при температуре 700 °C.